# Gouvernement Donev I
Pour l’article homonyme, voir Gouvernement Donev.
République de Bulgarie
Petkov Donev II
Le gouvernement Donev I (en bulgare : Правителството на Гълъб Донев 1) est le gouvernement de la république de Bulgarie en fonction du 2 août 2022 au 3 février 2023.

## Historique et coalition
Dirigé par le Premier ministre indépendant Galab Donev, ce gouvernement exerce la direction de l'État jusqu'à la tenue des élections législatives anticipées du 2 octobre 2022,,. À ce titre, il n'est constitué et soutenu par aucun parti politique, l'Assemblée nationale se trouvant dissoute.
Il est formé à la suite de l'échec de la formation d'un gouvernement à la suite de la chute du gouvernement Petkov.
Il succède donc au gouvernement centriste de Kiril Petkov, constitué par une coalition entre Nous continuons le changement (PP), BSP pour la Bulgarie (BSPzB), Il y a un tel peuple (ITN) et Bulgarie démocratique (DB). Ensemble, ils disposent de 134 députés sur 240, soit 55,8 % des sièges.

## Composition
| Portefeuille                                                                                           | Titulaire | Titulaire                              | Parti |
| --- | --------- | -------------------------------------- | ----- |
| Premier ministre                                                                                       |           | Galab Donev                            | Sans  |
| Vice-Premier ministre Chargé des Politiques économiques Ministre du Travail et de la Politique sociale |           | Lazar Lazarov (bg)                     | Sans  |
| Vice-Premier ministre Ministre des Transports et des TIC                                               |           | Hristo Alexiev (bg)                    | Sans  |
| Vice-Premier ministre Chargé de l'Ordre et de la Sécurité Ministre de l'Intérieur                      |           | Ivan Demerdzhiev (bg)                  | Sans  |
| Vice-Premier ministre Chargé des Fonds européens                                                       |           | Atanas Pekanov (bg)                    | Sans  |
| Ministre des Finances                                                                                  |           | Rositsa Atanasova Velkova-Zheleva (bg) | Sans  |
| Ministre de la Défense                                                                                 |           | Dimitar Stoyanov (bg)                  | Sans  |
| Ministre de la Santé                                                                                   |           | Asen Medzhidiev (bg)                   | Sans  |
| Ministre du Développement régional et des Travaux publics                                              |           | Ivan Shishkov (bg)                     | Sans  |
| Ministre de l'Éducation et de la Science                                                               |           | Sasho Penov (bg)                       | Sans  |
| Ministre des Affaires étrangères                                                                       |           | Nikolay Milkov (bg)                    | Sans  |
| Ministre de la Justice                                                                                 |           | Krum Zarkov (bg)                       | BSP   |
| Ministre de la Culture                                                                                 |           | Velislav Minekov (bg)                  | Sans  |
| Ministre de l'Environnement et de l'Eau                                                                |           | Rositsa Karamfilova-Blagova            | Sans  |
| Ministre de l'Agriculture, de l'Alimentation et des Forêts                                             |           | Yavor Gechev                           | BSP   |
| Ministre de l'Économie et de l'Industrie                                                               |           | Nikola Stoyanov                        | Sans  |
| Ministre de l'Énergie                                                                                  |           | Rosen Hristov                          | Sans  |
| Ministre de l'Innovation et du Développement                                                           |           | Alexander Pulev                        | Sans  |
| Ministre du Tourisme                                                                                   |           | Ilin Dimitrov (bg)                     | PP    |
| Ministre de la Jeunesse et des Sports                                                                  |           | Vesela Lecheva                         | BSP   |
| Ministre du Gouvernement numérique                                                                     |           | Gueorgui Todorov (bg)                  | Sans  |